# Image clé
Une image clé, est une image, créée dans le monde du dessin animé, représentant les extrémités d'un mouvement, et servant de référence à l'intervalliste, pour créer les images intermédiaires de l'animation.
L'image clé et parfois également écrit image-clé, et peut être appelé extrême ou plus rarement cellulo clé, car il est dessiné, à l'étape du crayonné sur papier, avant la mise en place de l'image encrée sur celluloïd (couramment appelé cellulo).

## Description

### Dessin animé
L'image clé est mise en place par l'animateur, en suivant les règles du storyboard définissant le déroulement de l'histoire et de la feuille de modèle définissant les formes, couleurs et les attitudes des différentes élémentés animés du film.
L'animatique, est une première visualisation filmique de l'animation. Elle peut comporter quelques-unes des images clés de l'animation, permettant de visualiser de façon temporelle l'histoire telle que décrite par le storyboard, accompagnée, selon le choix du réalisateur, d'un placement préliminaire possible des enregistrements des voix.

### Synthèse numérique
En synthèse d'animation numérique, c'est l'ordinateur qui est chargé de calculer les intermédiaires par Interpolation numérique. Cette technique est aussi pour assister les animateurs dans les logiciels de dessin animés 2D, d'animation 3D à partir des poses clés. Elle est également utilisée dans les animations en HTML5 et SVG.

#### Exemples d'interpolation numérique
L'interpolation peut être limitée au déplacement, rotation et zoom, ceux-ci ne demandant pas de déformation des éléments de l'objet, mais simplement des additions ou multiplications sur son ensemble pour être modifiés.

Transition dont le mouvement utilise des images clés
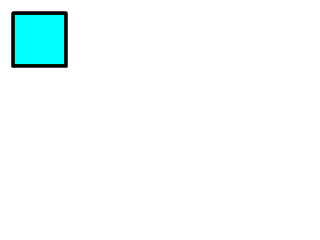
Image clé initiale
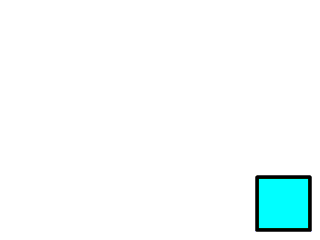
Image clé terminale
Interpolation linéaire avec les intermédiaires